# Нежівка
Нежівка (біл. вёска Нежаўка) — село в складі Червенського району Мінської області, Білорусь. Село підпорядковане Валевачівській сільській раді, розташоване в центральній частині області.